# Internatskola
En internatskola är en skola där vissa eller alla elever bor på skolan. Många internatskolor har även ett antal elever från skolans närområde som bor kvar hemma, så kallad externat-undervisning.

## Internatskolor i olika länder

### Schweiz
- Institut auf dem Rosenberg
- Institut Le Rosey

### Storbritannien
I Storbritannien och många andra engelskspråkiga länder är det vanligt med internatskolor. Många internatskolor tar endast emot elever av endera könet, men det finns också samskolor. 

### Sverige
De första svenska internatskolorna kom under 1800-talet och i början av 1900-talet. I takt med att grundskolor och gymnasieskolor infördes i Sverige försvann de flesta internatskolorna. Idag förekommer skolformen i huvudsak vid riksidrottsgymnasier, friskolor med riksintag och många folkhögskolors längre kurser. 
Mellan 1970 och 2015 fanns speciella riksinternat. Som internatelever intogs enligt bestämmelserna barn och ungdom ur någon tre kategorier: barn och ungdomar med utlandssvenska föräldrar, som har behov av miljöbyte eller är från glesbygd och icke kan beredas tillfredsställande inackordering.

#### Före detta riksinternat
- Sigtunaskolan Humanistiska Läroverket
- Lundsbergs skola
- Grennaskolan

#### Exempel på andra internatskolor i Sverige
- Kristinehamns folkhögskola KPS (Kristinehamns Praktiska Skola)
- Axevalla folkhögskola
- Strömsholms ridskola
- Räddningsgymnasiet Sandö
- Sundsgårdens folkhögskola
- Vara folkhögskola
- Hagabergs folkhögskola
- Ekebyholmsskolan i Rimbo
- Nils Holgerssongymnasiet i Skurup
- Solbacka läroverk (nerlagt 1973)
- Restenässkolan nära Ljungskile (nedlagd 1980)
- Nordiska folkhögskolan i Kungälv
- Vackstanäsgymnasiet i Södertälje
- Hvilan Utbildning i Åkarp
- Älvdalens Utbildningscentrum i Älvdalen

## Böcker om livet på internatskolor
Inom barn- och ungdomslitteraturen har böcker som utspelas på internatskolor, speciellt i Storbritannien, blivit så vanliga att de kan betecknas som en särskild litterär genre, se Internatskoleböcker.